# Tupi Nambá
Tupí Nambá era el nombre de un célebre café, rival del Polo Bamba montevideano, fundado el 8 de mayo de 1889 por un hombre nacido en San Xoan de Panxón (Pontevedra), Francisco San Román, y su hermano anarquista, Severino San Román, en la esquina de las calles Juncal y Buenos Aires, a pocos pasos de la plaza Independencia. Su nombre alude a los indios tupí-nambás de la región de San Vicente, en el nordeste brasileño, primer lugar al que llegó desde España San Román.
Muy pronto intelectuales, artistas y políticos convirtieron el Café en el escenario de sus tertulias. 
Al cumplir diez años, el 8 de mayo de 1899, San Román se asoció con su sobrino Casiano Estévez, quien continuó con el negocio después de 1911, cuando San Román se retiró. Esta nueva sociedad trajo una nueva decoración a cargo de los artistas y estudiantes de la Escuela de Artes y Oficios: sillas thonnet y mesas de mármol, mostrador alto, salones con ventanales grandes, espejos y lambrices de madera, cuadros, plantas y estatuas.
Hasta allí llegaron muchos de los representantes de la vanguardia modernista llamada generación del 900: Florencio Sánchez, Ángel Falco, Julio Herrera, Ernesto Herrera, Álvaro Armando Vasseur, el crítico Samuel Blixen. Alrededor de los años veinte, nuevos personajes se hicieron presentes: el poeta Juan Parra del Riego y su esposa, la poeta Blanca Luz Brum, Eduardo Dieste, Vicente Basso Maglio, Emilio Oribe, Enrique Casaravilla Lemos, los pintores Carmelo de Arzadun, José Cuneo y, hacia los comienzos de los años treinta, Carlos Gardel y su barra.
El café cerró sus puertas en 1959 y finalmente fue demolido.